# Edwin Möhn
Edwin Möhn (* 24. September 1928 in Dauborn; † 31. Januar 2008 in Stuttgart) war ein deutscher Entomologe, lehrte als Professor für Zoologie in Stuttgart und als Hauptkonservator des Staatlichen Museums für Naturkunde.

## Leben
Möhn besuchte die Realgymnasien in Limburg an der Lahn und Usingen, bis er im Alter von 16 Jahren in der Endphase des Zweiten Weltkrieges in Hanau als Luftwaffenhelfer eingesetzt wurde. Nach seinem Abitur im Jahr 1948 absolvierte er zuerst ein Biologiestudium an der Technischen Universität Darmstadt und wechselte 1949 an die Friedrich-Alexander-Universität Erlangen-Nürnberg, wo er eine Studie über die vergleichende Morphologie und Taxonomie der Gallmückenlarven durchführte, die in der Zeitschrift Zoológica veröffentlicht wurde. Er untersuchte Gallmückenlarven aus verschiedenen Sammlungen in Naturkundemuseen in Europa und aus seiner eigenen Larvensammlung aus der Umgebung von Dauborn (Taunus) und Erlangen. 1953 wurde er an der Universität Erlangen zum Dr. phil. nat. promoviert. 1956 unternahm er eine Sammelexpedition nach El Salvador, von der er eine große Anzahl neuer Gallmückenarten mitbrachte, die er anschließend in acht Arbeiten beschrieb. Ausführlich bearbeitete er die Gallmückenlarven für das Werk Die Fliegen der palaearktischen Region von Erwin Lindner, das von 1966 bis 1971 in zwölf Bänden veröffentlicht wurde. Er beschrieb detailliert die morphologischen Merkmale der Larven von sechs Gattungen der Supertribus Lasiopteridi (Baldratia, Hybolasioptera, Lasioptera, Ozirhincus, Stefaniola und Trotteria) und beschrieb 47 neue Arten nur anhand der Larven, oft anhand sehr kleiner morphologischer Unterschiede.
Möhn habilitierte sich 1962, begann im selben Jahr seine Lehrtätigkeit an der Technischen Hochschule bzw. Universität Stuttgart und wurde dort 1968 zum außerplanmäßigen Professor für Zoologie ernannt. In Stuttgart unterrichtete er die Lehrgänge Biologie und Technische Biologie. Von 1981 bis zu seiner Pensionierung im Jahr 1993 war er Leiter der Entomologischen Abteilung des Naturkundemuseums Stuttgart. Möhns Forschungsinteresse galt den Gallmücken, von denen er in 26 Schriften nahezu 250 neue Arten beschrieb. Ab 1975 widmete sich Möhn allgemein-zoologischen Themen und arbeitete an einem auf drei Bände ausgelegten Lehrbuch zur Systematik und Phylogenie der Lebewesen, von dem jedoch nur der erste Band im Jahr 1984 veröffentlicht wurde.
Er wirkte zudem als Hauptkonservator des Staatlichen Museums für Naturkunde in der Zweigstelle Ludwigsburg und wohnte in Steinheim an der Murr im Landkreis Ludwigsburg.

## Dedikationsnamen
Nach Möhn ist die Gallmückenart Asphondylia moehni Skuhrava, 1989 benannt.

## Schriften (Auswahl)
- Beiträge zur Systematik der Larven der Itonididae (=Cecidomyiidae, Diptera) 1.Teil: Porricondylinae und Itonidinae Mitteleuropas; Zoologica, Original-Abhandlungen aus dem Gesamtgebiete der Zoologie, Heft 105, 1. Teil, 1955
- Gallmücken (Diptera, Itonididae) aus El Salvador Teil 4: Zur Phylogenie der Asphondyliidi der neotropischen und holarktischen Region. Habilitationsschrift. Sonderdruck aus: Senckenbergiana biologica Bd. 42, 1961
- (mit Elke Gierth, Alfred Herold, Klaus-Dieter Richter und Edith Helden): Der große Natur- und Landschaftsführer. Das umfassende Informationswerk, 1970
- Gallmücken (Diptera, Itonididae) aus El Salvador 8. Teil: Lasiopteridi – Stuttgarter Beiträge Naturkunde Serie A [Biologie], 1975, S. 1–101
- (mit Wolfgang Böhme, Friederike Spitzenberger, Paul Müller, Peter Nagel, Herbert Schifter und Gerd von Wahlert) Tiere der Welt, 1976
- System und Phylogenie der Lebewesen. Band 1: Physikalische, chemische und biologische Evolution. Prokaryonta, Eurkaryont (bis Ctenophora), 1984
- Wegweiser durch die Natur: Fische und andere Wassertiere Mitteleuropas, 1986
- Wegweiser durch die Natur: Säugetiere und andere Landtiere Mitteleuropas, 1986
- Wegweiser durch die Natur: Schmetterlinge und andere Insekten Mitteleuropas, 1986
- Neue und wenig bekannte Parnassius apollo – Unterarten aus dem Osten des Verbreitungsgebietes (Parnassiinae, Papilionidae, Lepidoptera), 2003